# Kiriłł Strielcow
Kiriłł Konstantinowicz Strielcow (ros. Кирилл Константинович Стрельцов; ur. 27 lutego 1996 w Moskwie) – rosyjski biathlonista, sześciokrotny medalista mistrzostw świata juniorów.

## Kariera
Po raz pierwszy na arenie międzynarodowej pojawił się w 2014 roku, startując na mistrzostwach świata juniorów w Presque Isle. Zajął tam 16. miejsce w sprincie, 16. w biegu pościgowym i 17. w biegu indywidualnym. Podczas rozgrywanych rok później mistrzostw świata juniorów w Mińsku zwyciężył w biegu indywidualnym i sztafecie, a w biegu pościgowym był drugi. Następnie wywalczył złoto w sztafecie na mistrzostwach świata juniorów w Cheile Grădiştei w 2016 roku. Ponadto zwyciężył w sztafecie i był drugi w sprincie na mistrzostwach świata juniorów w Osrblie w 2017 roku.
W Pucharze Świata zadebiutował 23 stycznia 2020 roku w Pokljuce, zajmując 17. miejsce w biegu indywidualnym. Tym samym już w debiucie zdobył pierwsze pucharowe punkty. 

## Osiągnięcia

### Mistrzostwa świata juniorów
| Rok  | Miejscowość      | Konkurencje | Konkurencje | Konkurencje | Konkurencje | Konkurencje | Konkurencje | Konkurencje |
| Rok  | Miejscowość      | IN          | SP          | PU          | MS          | RL          | MR          | SR          |
| ---- | ---------------- | ----------- | ----------- | ----------- | ----------- | ----------- | ----------- | ----------- |
| 2014 | Presque Isle     | 17.         | 16.         | 6.          | nd.         | –           | nd.         | –           |
| 2015 | Mińsk            | 1.          | 8.          | 2.          | nd.         | 1.          | nd.         | –           |
| 2016 | Cheile Grădiştei | 17.         | 16.         | 14.         | nd.         | 1.          | nd.         | –           |
| 2017 | Osrblie          | 6.          | 2.          | 4.          | nd.         | 1.          | nd.         | –           |

### Puchar Świata

#### Miejsca w klasyfikacji generalnej
| Sezon     | Miejsce |
| --------- | ------- |
| 2019/2020 | 62.     |
| 2020/2021 | 70.     |

#### Miejsca na podium chronologicznie
Strielcow nigdy nie stanął na podium indywidualnych zawodów PŚ.